# Carpinus putoensis
Espèce
Statut de conservation UICN

 CR B1ab(iii)+2ab(iii); D : 
En danger critique
Carpinus putoensis est une espèce de plantes de la famille des Betulaceae. Endémique de Chine, elle ne se trouve que dans les îles Zhoushan de la province du Zhejiang et vit dans la forêt à flanc de coteau. À l'heure actuelle, il n'y en a qu'une seule sauvage dans le monde. Elle est située sur le côté ouest du Temple Huiji (慧济寺) dans le mont Putuo, province du Zhejiang. L'arbre a environ 250 ans et est répertorié comme une protection nationale de première classe. Pour des expériences d'essais de semences dans l'espace, le vaisseau Tiangong-1 lancé par la Chine le 29 septembre 2011 en a transporté quatre espèces d'arbres originaires de Chine, y compris Carpinus putoensis.
Carpinus putoensis est un arbre décidue et monoïque. Il mesure environ 14 mètres de haut et plus de 60 centimètres de diamètre à hauteur de poitrine. L'écorce grise, les feuilles grandes et vert foncé, le tronc bien droit. Le taux de pollinisation est extrêmement faible en raison du court chevauchement des périodes de floraison entre les fleurs mâles et femelles. Une faible germination, la pluie et le vent fort au lieu d'origine durant la période de floraison, et la déforestation rendent Carpinus putoensis encore plus difficile à reproduire. Visant les raisons pour lesquelles Carpinus putoensis est en voie de disparition, les scientifiques ont mené des recherches et travaux expérimentaux ardus, et ont effectué des préservations in situ et ex situ. Aujourd'hui, le nombre de semis descendants de Carpinus putoensis a atteint 40 000. Près de 20 populations artificielles sauvages de Carpinus putoensis ont été établies à l'extérieur de l'île de Zhoushan, et le nombre total de populations individuelles dépasse les 3 000.
Selon la légende, Carpinus putoensis n'est pas originaire de Chine, mais a été introduit par les moines birmans lorsqu'ils sont venus sur le mont Putuo. En raison de son faible taux de reproduction, il a depuis longtemps disparu de son lieu d'origine. Comme les Birmans croyaient au bouddhisme plus tôt que les Chinois, Carpinus putoensis est devenu un symbole de Putuo - demeure du bodhisattva de la miséricorde Avalokiteśvara et de Bodhi dans le monde bouddhiste.

## Publication originale
- Contributions from the Biological Laboratory of the Science Society of China 8: 72, pl. 1. 1932.